# 西臼杵広域行政事務組合
西臼杵広域行政事務組合（にしうすきこういきぎょうせいじむくみあい）は、宮崎県西臼杵郡高千穂町三田井1346-1に所在する同郡所属の町村行政事務組合である。組合管理者は高千穂町長である。

## 概要
西臼杵広域行政事務組合の前身は西臼杵郡衛生組合であり、ごみ処理および葬祭場の運営を行う目的で設置された一部事務組合であった。
ところで非消防常備地域であった西臼杵郡において、消防・救急活動は消防団や役場職員によって行われてきた。消防常備化の機運が高まり3町で、協議の結果2012年（平成24年）5月に覚書を締結し、西臼杵郡衛生組合の業務に消防業務を追加することになった。翌年3月に合意した。2013年4月4日に現在の名称に改称した。消防職員の多くは西臼杵郡の3町で消防業務を担当していた職員の出向が多いが、新規採用職員も多く経験が浅い職員も多いため、延岡市が支援していた。
このほかに、2014年4月に完成した、西臼杵斎場「やすらぎの杜」の管理運営も行っている。

## 沿革
- 2012年5月 - 西臼杵郡衛生組合において、消防本部設置に関する覚書を締結
- 2013年3月 - 覚書に合意
- 2013年4月 - 西臼杵郡衛生組合から西臼杵広域行政事務組合に改称
- 2014年4月 - 西臼杵斎場「やすらぎの杜」オープン[4]
- 2015年4月 - 西臼杵広域行政事務組合消防本部・西臼杵消防署を設立[2]。

## 構成自治体
- 高千穂町
- 五ヶ瀬町
- 日之影町

## 業務内容
- ごみの処理などの衛生業務に関すること
- 斎場の運営に関すること
- 常備消防の運営に関すること
- 安全で質の高い包括的医療を提供すること

## 西臼杵広域行政事務組合消防本部
西臼杵広域行政事務組合消防本部（にしうすきこういきぎょうせいじむくみあいしょうぼうほんぶ）は宮崎県西臼杵郡高千穂町三田井1346−1に所在する消防本部である。管轄地域は高千穂町・日之影町・五ヶ瀬町である。本部に併設する形で西臼杵消防署を設置している。
職員37人。（消防長および消防本部員5人・消防職員31名）管内人口は約2万2000人。近年、消防本部の広域化が進む中、非常備から常備消防という形で新しい消防本部が設立された例は少ないという。これにより、宮崎県内で常備消防を持たない地域は美郷町・西米良村・諸塚村・椎葉村の1町3村だけとなった。

### 組織[2]
- 消防長（現在、延岡市消防長経験者が補職）
  - 次長兼消防本部課長
    - 総務係
    - 警防係
    - 予防係

  - 次長兼西臼杵消防署長
    - 副署長（1係長兼補）
      - 1係
      - 2係
      - 3係

### 配備車両
- 水槽車1台
- ポンプ車1台
- 救助工作車1台
- 指揮車1台
- 輸送車1台
- 機材搬送車1台
- 高規格救急車3台
- 軽救急車1台
- 消防長用公用車1台

### 消防署
| 消防署       | 住所                 |
| ------------ | -------------------- |
| 西臼杵消防署 | 高千穂町三田井1346-1 |

## 西臼杵広域行政事務組合病院事業部

### 西臼杵医療センター
- 高千穂町国民健康保険病院（中核病院）- 宮崎県西臼杵郡高千穂町三田井435−1
- 日之影町国民健康保険病院 - 宮崎県西臼杵郡日之影町七折9074-3
- 五ヶ瀬町国民健康保険病院・介護医療院 - 宮崎県西臼杵郡五ヶ瀬町三ヶ所2109-1
- 病院運営管理局 宮崎県西臼杵郡高千穂町三田井435−1